# Roland Romeyer
Pour les articles homonymes, voir Romeyer (homonymie).
Roland Romeyer, né le 25 août 1945 à Pont-Salomon (Haute-Loire), est un dirigeant de football français.
Il dirige l'Association sportive de Saint-Étienne  entre 2006 et 2024 avec Bernard Caïazzo.

## Biographie
Roland Romeyer naît en 1945 à Pont-Salomon. Muni d'un brevet supérieur d'études commerciales, il devient entrepreneur, dirigeant d'une société d'agencement stéphanoise, la Sacma,.
En 2003, il devient actionnaire minoritaire de l'AS Saint-Étienne. Un an après la reprise par Bernard Caïazzo, il monte au capital à la demande de la mairie de Saint-Etienne qui souhaitait un actionnaire local. Il était déjà un des sponsors du club qui avait frôlé la relégation en National à la fin des années 1990, avant de revenir dans l'élite. Mais en 2002 une affaire de faux passeports sur des joueurs implique les dirigeants précédents. Roland Romeyer et Bernard Caïazzo mettent en place dans un premier temps une gouvernance bicéphale. En décembre 2009, ils font également venir Christophe Galtier sur la fonction essentielle d'entraineur, après les limogeages successifs de quatre de ses prédécesseurs. Le club, qui avait eu un rôle majeur dans le football français dans les années 1960, 1970, et 1980, puis avait connu une longue période de résultats en berne, se redresse et se stabilise autour de cette direction bicéphale et de cet entraineur. Les racines stéphanoises et le lien avec les entreprises locales sont deux points importants pour Roland Romeyer qui aime affirmer que les valeurs du club sont les mêmes que celles de la ville :  solidarité, travail, abnégation, courage, humilité.
En 2010, le duo, constitué par Roland Romeyer et Bernard Caïazzo, fait évoluer les structures du club, et, à l'image du fonctionnement d'un grand nombre d'entreprises, adopte une organisation avec un directoire et un conseil de surveillance. Roland Romeyer devient président du directoire, chargé à ce titre de la direction quotidienne financière et sportive, et Bernard Caïazzo président du conseil de surveillance, plus en recul. « Comme dans le privé, on s'organise avec un directoire que je préside et un conseil de surveillance dirigé par Bernard », indique ainsi Roland Romeyer, et précisant, à mi-année 2010 « Je suis très satisfait du bilan des six premiers mois. Sportivement, notre entraîneur Christophe Galtier a également fait du bon travail. On a quand même terminé 8e sur la phase retour »,. Ils font également revenir un célèbre ancien joueur dans leur entourage, Dominique Rocheteau, qui est nommé vice-président du conseil de surveillance de l'ASSE.
En 2018, âgé de 72 ans, il envisage, toujours en commun accord avec Bernard Caïazzo, de vendre le club en grande difficulté sportive. Le duo de propriétaires ⁹rentre en négociation avec Peak6, un fonds d’investissements américain. Le but est de passer la main, tout en améliorant la structure financière du club, qui peine à suivre financièrement l'évolution que prend la L1. Mais finalement l'accord ne se fait pas. Roland Romeyer et son collègue pensent pouvoir faire grandir le club en s'endettant dans l'attente de l'augmentation des droits TV. Un communiqué affirme : « Les investissements prévus par Peak6 dans le club ne correspondent pas aux engagements pris de faire de l’ASSE un club pérenne et ambitieux ».
En 2022, au lendemain du match contre Reims au cours duquel l'ASSE s'est incliné 1 but à 2, Roland Romeyer à retrouvé le portail de sa maison taggué. 
"Traverse la route", ont  écrit des fans excédés, une inscription sans équivoque puisque ce dernier habite en face d'un cimetière.
Le club est rétrogradé en deuxième division à la fin de la saison 2021/2022 après un échec en barrage contre l'AJ Auxerre. Le processus de vente promis en 2018 par les dirigeants n'avance pas, ceci malgré un communiqué en fin de saison 2021 allant dans ce sens, puis dans une nouvelle promesse quelques minutes après l'échec en barrage.
De nombreux candidats ont été éconduits (Bueno-Markarian, 777 partners, David Blitzer, etc).